# I Wanna Go
I Wanna Go er tredje single fra den amerikanske sangerinde Britney Spears syvende studiealbum, Femme Fatale. Sangen er skrevet af Max Martin, Savan Kotecha og Johan Karl Schuster, og blev frigivet på verdensplan i 13. juni 2011.

## Hitliste
| Hitliste (2011)                          | Højeste placering |
| ---------------------------------------- | ----------------- |
| Australia (ARIA)                         | 31                |
| Belgien (Ultratip Flanderen)             | 4                 |
| Belgien (Ultratop 50 Vallonien)          | 42                |
| Brazil (Billboard Brasil)                | 40                |
| Canada (Canadian Hot 100)                | 6                 |
| Tjekkiet (Rádio Top 100)                 | 46                |
| Danmark (Track Top-40)                   | 20                |
| Finland (Suomen virallinen lista)        | 13                |
| Frankrig (SNEP)                          | 18                |
| Irland (IRMA)                            | 41                |
| New Zealand (RIANZ)                      | 22                |
| Romania (Romanian Top 100)               | 62                |
| Slovakiet (Rádio Top 100)                | 9                 |
| South Korea (International Chart) (GAON) | 1                 |
| Sverige (Sverigetopplistan)              | 30                |
| US Billboard Hot 100                     | 11                |
| US Adult Pop Songs (Billboard)           | 38                |
| US Hot Dance Club Songs (Billboard)      | 13                |
| US Pop Songs (Billboard)                 | 9                 |